# Alexandra Dinges-Dierig
Alexandra Dinges-Dierig (Lübeck, 17 février 1953) est une femme politique allemande. 